# Keguer
Keguer (en rus: Кегер) és un poble del Daguestan, a Rússia, que en el cens del 2010 tenia 594 habitants. Pertany al districte rural de Gunib.